# Nazionale femminile di rugby a 15 del Kazakistan
La nazionale di rugby a 15 femminile del Kazakistan (in kazako Қазақстан әйелдер ұлттық регби құрамасы?, Qazaqstan äjelder ulttyq regbi quramasy; in russo Женская сборная Казахстана по регби?, Ženskaja sbornaja Kazachstana po regbi) è la selezione di rugby a 15 femminile che rappresenta il Kazakistan in ambito internazionale.
Nata nel 1993 sulle ceneri della defunta selezione dell'Unione Sovietica esistita tra il 1990 e il 1991 prima dello scioglimento di tale Paese, si tratta della nazionale ex-sovietica di maggior successo del panorama femminile, avendo vinto sei titoli di campione asiatico e partecipato a sei edizioni della Coppa del Mondo, con un nono posto quale migliore risultato, migliore quindi della Russia diretta erede della disciolta nazionale.
Alle dipendenze della Kazakhstan Rugby Union, non effettua incontri dal 2015 quando la federazione la ritirò dalle qualificazioni per la Coppa del Mondo di rugby femminile 2017 per finanziare in chiave olimpica la selezione a sette.
Al 2 dicembre 2024 la squadra occupa la 19ª posizione del ranking World Rugby.

## Storia
Il rugby in Unione Sovietica ha una lunga tradizione che risale ai primi anni successivi alla Grande Guerra; in Kazakistan la disciplina fu portata da alcuni studenti del Politecnico di Alma-Ata all'inizio degli anni ottanta.
Nel 1990 nacque la selezione femminile dell'Unione Sovietica che prese parte alla Coppa del Mondo 1991 per poi seguire le sorti del suo Paese e sciogliersi.
La sua diretta erede fu la Russia, ma altre federazioni sorsero nelle repubbliche ex-sovietiche, tra cui lo stesso Kazakistan: il nuovo governo, senza più la copertura di Mosca per le spese degli atleti di Stato, decise di destinare risorse solo agli sport olimpici, tagliando quindi fuori il rugby dai finanziamenti pubblici.
Dopo un tentativo di disputare i campionati femminili della FIRA, durato due edizioni per via dei costi di viaggio proibitivi, la neoformata federazione decise di affiliarsi all'Asia Rugby Football Union, da cui ricevette anche sostegno per la partecipazione ai tornei.
Sei mesi più tardi si presentò alla Coppa del Mondo 1994 in Scozia inserita in un girone con Galles e Canada: l'esordio nella rassegna internazionale fu una sconfitta 8-29 dalle britanniche cui ne fece seguito un'altra per 0-28 dalle nordamericane.
Nel minitorneo di consolazione per le posizioni di rincalzo le kazake incontrarono le loro ex compatriote russe per la prima volta dallo scioglimento dell'URSS e le batterono 25-0, terminando alfine al nono posto dopo avere battuto Svezia e una selezione di universitarie scozzesi invitate per portare a 12 il numero di partecipanti.
Anche quattro anni dopo, nei Paesi Bassi, alla prima edizione della Coppa direttamente organizzata dall'IRFB, il Kazakistan si classificò per la parte bassa del tabellone dopo avere perso la prima partita contro la Francia e superato l'Irlanda; nei play-off per i posti dal nono al sedicesimo Svezia e Galles e, nella finale per il nono posto, batté nuovamente le irlandesi per 26-10.
Fino al 2006 l'unico appuntamento internazionale di richiamo del Kazakistan fu la Coppa del Mondo, poi nel 2007 prese parte al campionato asiatico, quell'anno alla sua seconda edizione: nel quadrangolare che si tenne a Kunming le kazake sconfissero in semifinale il Giappone e in finale batterono le padrone di casa della Cina per 34-5 laureandosì per la prima volta campionesse d'Asia.
Il campionato continentale divenne ben presto il torneo di elezione delle kazake che iniziarono a contendersi con le giapponesi il predominio asiatico: nel torneo disputato in casa a Taldıqorğan nel 2008 mantennero il titolo battendo le rivali del Sol Levante in finale per 39-3 e ancora nel 2009, in un torneo che valse anche come qualificazione alla Coppa del Mondo 2010, vinsero sulle stesse avversarie in finale per 43-5.
Ancora le giapponesi nel 2012 e nel 2013 (in quest'ultima occasione anche in ottica qualificazione alla Coppa del Mondo 2014) contesero il titolo alle kazake senza riuscirvi, mentre invece il trofeo del 2014 fu vinto al termine di un girone all'italiana con avversaria più prossima Hong Kong che aveva battuto il Giappone rimpiazzandolo nella corsa al primato asiatico.
Nel 2016 la squadra avrebbe dovuto disputare a Giappone e Hong Kong per due posti al torneo di spareggio afro-asiatico-oceaniano per la qualificazione alla Coppa del Mondo 2017, ma la federazione tagliò fondi alla squadra per tentare la qualificazione olimpica con la rappresentativa a sette; la mancata iscrizione del Kazakistan al campionato asiatico lasciò quindi di fatto via libera alla qualificazione mondiale delle altre due asiatiche, che nel torneo di spareggio si qualificarono ai primi due posti.
Il più recente incontro delle nomadi è quindi la semifinale del campionato asiatico 2015 persa contro il Giappone.

## Colori e simboli
Come per altre équipe nazionali kazake, i colori predominanti dell'uniforme sono l'azzurro e il giallo, i due colori della bandiera nazionale.
Le prime uniformi hanno la prevalenza di azzurro e quelle alternative di giallo, e nella versione più recente pantaloncini e calzettoni sono azzurro scuro.

## Palmarès
- Campionati asiatici: 6
2007, 2008, 2009, 2012, 2013, 2014

## Statistiche di squadra

### Incontri disputati
| Data             | Sede                  | Incontro                       | Note               |
| ---------------- | --------------------- | ------------------------------ | ------------------ |
| 31 ottobre 1993  | Hannover              | Germania — Kazakhstan 11-10    | Test match         |
| 13 aprile 1994   | Edimburgo             | Kazakhstan — Galles 8-29       | Coppa del Mondo    |
| 15 aprile 1994   | Edimburgo             | Canada — Kazakhstan 28-0       | Coppa del Mondo    |
| 19 aprile 1994   | Galashiels            | Kazakhstan — Russia 25-0       | Coppa del Mondo    |
| 21 aprile 1994   | Stirling              | Kazakhstan — Svezia 31-12      | Coppa del Mondo    |
| 23 aprile 1994   | Edimburgo             | Kazakhstan — Svezia 29-12      | Coppa del Mondo    |
| 28 novembre 1994 | Hannover              | Germania — Kazakhstan 3-15     | Test match         |
| 24 agosto 1996   | Hannover              | Germania — Kazakhstan 3-53     | Test match         |
| 1997             | Sede sconosciuta      | Kazakhstan — Russia 0-15       | Test match         |
| 1997             | Sede sconosciuta      | Kazakhstan — Russia 12-35      | Test match         |
| 1997             | Sede sconosciuta      | Kazakhstan — Russia 5-7        | Test match         |
| 2 maggio 1998    | Amsterdam             | Francia — Kazakhstan 23-6      | Coppa del Mondo    |
| 5 maggio 1998    | Amsterdam             | Irlanda — Kazakhstan 6-12      | Coppa del Mondo    |
| 9 maggio 1998    | Amsterdam             | Kazakhstan — Svezia 47-5       | Coppa del Mondo    |
| 12 maggio 1998   | Amsterdam             | Kazakhstan — Galles 18-13      | Coppa del Mondo    |
| 15 maggio 1998   | Amsterdam             | Irlanda — Kazakhstan 10-26     | Coppa del Mondo    |
| 11 aprile 1999   | Hannover              | Germania — Kazakhstan 6-34     | Test match         |
| 19 aprile 1999   | Belluno               | Francia — Kazakhstan 28-0      | Campionato europeo |
| 21 aprile 1999   | Belluno               | Paesi Bassi — Kazakhstan 0-24  | Campionato europeo |
| 24 aprile 1999   | Belluno               | Galles — Kazakhstan 11-22      | Campionato europeo |
| 8 maggio 2000    | Vera                  | Inghilterra — Kazakhstan 41-3  | Campionato europeo |
| 10 maggio 2000   | Vera                  | Irlanda — Kazakhstan 15-31     | Campionato europeo |
| 13 maggio 2000   | Vera                  | Galles — Kazakhstan 6-3        | Campionato europeo |
| 6 maggio 2001    | Tourcoing             | Inghilterra — Kazakhstan 29-15 | Campionato europeo |
| 10 maggio 2001   | Villeneuve-d'Ascq     | Italia — Kazakhstan 0-20       | Campionato europeo |
| 12 maggio 2001   | Villeneuve-d'Ascq     | Galles — Kazakhstan 17-7       | Campionato europeo |
| 13 maggio 2002   | Sant Boi de Llobregat | Francia — Kazakhstan 31-12     | Coppa del Mondo    |
| 17 maggio 2002   | Gerona                | Paesi Bassi — Kazakhstan 10-37 | Coppa del Mondo    |
| 20 maggio 2002   | Girona                | Samoa — Kazakhstan 9-3         | Coppa del Mondo    |
| 24 maggio 2002   | Sant Boi de Llobregat | Italia — Kazakhstan 3-20       | Coppa del Mondo    |
| 3 giugno 2005    | Bangkok               | Thailandia — Kazakhstan 0-67   | Test match         |
| 5 giugno 2005    | Bangkok               | Kazakhstan — Giappone 19-3     | Test match         |
| 31 agosto 2006   | Edmonton              | Kazakhstan — Samoa 0-20        | Coppa del Mondo    |
| 4 settembre 2006 | Saint Albert          | Kazakhstan — Scozia 17-32      | Coppa del Mondo    |

| Data              | Sede        | Incontro                        | Note                    |
| ----------------- | ----------- | ------------------------------- | ----------------------- |
| 8 settembre 2006  | Edmonton    | Canada — Kazakhstan 45-5        | Coppa del Mondo         |
| 12 settembre 2006 | Edmonton    | Spagna — Kazakhstan 17-12       | Coppa del Mondo         |
| 16 settembre 2006 | Edmonton    | Kazakhstan — Sudafrica 36-0     | Coppa del Mondo         |
| 2 novembre 2007   | Kunming     | Giappone — Kazakhstan 6-10      | Campionato asiatico     |
| 4 novembre 2007   | Kunming     | Cina — Kazakhstan 5-34          | Campionato asiatico     |
| 5 giugno 2008     | Taldıqorğan | Kazakhstan — Uzbekistan 64-3    | Campionato asiatico     |
| 7 giugno 2008     | Taldıqorğan | Kazakhstan — Giappone 39-3      | Campionato asiatico     |
| 4 novembre 2009   | Singapore   | Hong Kong — Kazakhstan 14-58    | Qualificazioni mondiali |
| 6 novembre 2009   | Singapore   | Giappone — Kazakhstan 5-43      | Qualificazioni mondiali |
| 8 aprile 2010     | al-'Ayn     | Kazakhstan — Sudafrica 17-22    | Test match              |
| 10 aprile 2010    | al-'Ayn     | Kazakhstan — Sudafrica 0-38     | Test match              |
| 19 agosto 2010    | Guildford   | Kazakhstan — Stati Uniti 0-51   | Coppa del Mondo         |
| 24 agosto 2010    | Guildford   | Inghilterra — Kazakhstan 82-0   | Coppa del Mondo         |
| 28 agosto 2010    | Guildford   | Irlanda — Kazakhstan 37-3       | Coppa del Mondo         |
| 1º settembre 2010 | Guildford   | Kazakhstan — Sudafrica 10-25    | Coppa del Mondo         |
| 5 settembre 2010  | Guildford   | Kazakhstan — Svezia 12-8        | Coppa del Mondo         |
| 14 maggio 2011    | Alma-Ata    | Kazakhstan — Uzbekistan 58-3    | Test match              |
| 5 luglio 2012     | Kunshan     | Kazakhstan — Cina 51-0          | Campionato asiatico     |
| 7 luglio 2012     | Kunshan     | Giappone — Kazakhstan 8-17      | Campionato asiatico     |
| 4 settembre 2013  | Alma-Ata    | Kazakhstan — Singapore 91-7     | Campionato asiatico     |
| 7 settembre 2013  | Alma-Ata    | Kazakhstan — Giappone 25-23     | Campionato asiatico     |
| 18 maggio 2014    | Hong Kong   | Hong Kong — Kazakhstan 10-13    | Campionato asiatico     |
| 21 maggio 2014    | Hong Kong   | Kazakhstan — Singapore 68-0     | Campionato asiatico     |
| 24 maggio 2014    | Hong Kong   | Kazakhstan — Giappone 49-17     | Campionato asiatico     |
| 1º agosto 2014    | Marcoussis  | Nuova Zelanda — Kazakhstan 79-5 | Coppa del Mondo         |
| 5 agosto 2014     | Marcoussis  | Stati Uniti — Kazakhstan 47-7   | Coppa del Mondo         |
| 9 agosto 2014     | Marcoussis  | Irlanda — Kazakhstan 40-5       | Coppa del Mondo         |
| 13 agosto 2014    | Marcoussis  | Spagna — Kazakhstan 18-5        | Coppa del Mondo         |
| 17 agosto 2014    | Marcoussis  | Samoa — Kazakhstan 31-0         | Coppa del Mondo         |
| 25 aprile 2015    | Alma-Ata    | Kazakhstan — Hong Kong 40-0     | Campionato asiatico     |
| 9 maggio 2015     | Fukuoka     | Giappone — Kazakhstan 27-12     | Campionato asiatico     |

### Riepilogo per avversario
| Avversario      | Primo incontro  | G  | V  | N | P  | PF    | PS    | % V/G |
| --------------- | --------------- | -- | -- | - | -- | ----- | ----- | ----- |
| Canada          | 1994            | 2  | 0  | 0 | 2  | 5     | 73    | 0     |
| Cina            | 2007            | 2  | 2  | 0 | 0  | 85    | 5     | 100   |
| Francia         | 1998            | 3  | 0  | 0 | 3  | 18    | 82    | 0     |
| Galles          | 1994            | 5  | 2  | 0 | 3  | 58    | 76    | 40    |
| Germania        | 1993            | 4  | 3  | 0 | 1  | 112   | 23    | 75    |
| Giappone        | 2005            | 8  | 7  | 0 | 1  | 214   | 92    | 87,5  |
| Hong Kong       | 2009            | 3  | 3  | 0 | 0  | 111   | 24    | 100   |
| Inghilterra     | 2000            | 3  | 0  | 0 | 3  | 18    | 152   | 0     |
| Irlanda         | 1998            | 5  | 3  | 0 | 2  | 77    | 108   | 60    |
| Italia          | 2001            | 2  | 2  | 0 | 0  | 40    | 3     | 100   |
| Nuova Zelanda   | 2014            | 1  | 0  | 0 | 1  | 5     | 79    | 0     |
| Paesi Bassi     | 1999            | 2  | 2  | 0 | 0  | 61    | 10    | 100   |
| Russia          | 1994            | 4  | 1  | 0 | 3  | 42    | 57    | 25    |
| Samoa           | 2002            | 3  | 0  | 0 | 3  | 3     | 60    | 0     |
| Scozia          | 2006            | 1  | 0  | 0 | 1  | 17    | 32    | 0     |
| Singapore       | 2013            | 2  | 2  | 0 | 0  | 159   | 7     | 100   |
| Spagna          | 2006            | 2  | 0  | 0 | 2  | 17    | 35    | 0     |
| Sudafrica       | 2006            | 4  | 1  | 0 | 3  | 63    | 85    | 25    |
| Stati Uniti     | 2010            | 2  | 0  | 0 | 2  | 7     | 98    | 0     |
| Svezia          | 1994            | 4  | 4  | 0 | 0  | 119   | 37    | 100   |
| Thailandia      | 2005            | 1  | 1  | 0 | 0  | 67    | 0     | 100   |
| Uzbekistan      | 2008            | 2  | 2  | 0 | 0  | 122   | 6     | 100   |
| Totale generale | Totale generale | 65 | 35 | 0 | 30 | 1 420 | 1 144 | 53,8  |

### Confronti in Coppa del Mondo
| Avversario      | Primo incontro  | G  | V  | N | P  | PF  | PS  | % V/G |
| --------------- | --------------- | -- | -- | - | -- | --- | --- | ----- |
| Canada          | 1994            | 2  | 0  | 0 | 2  | 5   | 73  | 0     |
| Francia         | 1998            | 2  | 0  | 0 | 2  | 18  | 54  | 0     |
| Galles          | 1994            | 2  | 1  | 0 | 1  | 26  | 42  | 50    |
| Inghilterra     | 2010            | 1  | 0  | 0 | 1  | 0   | 82  | 0     |
| Irlanda         | 1998            | 4  | 2  | 0 | 2  | 46  | 93  | 50    |
| Italia          | 2002            | 1  | 1  | 0 | 0  | 20  | 3   | 100   |
| Nuova Zelanda   | 2014            | 1  | 0  | 0 | 1  | 5   | 79  | 0     |
| Paesi Bassi     | 2002            | 1  | 1  | 0 | 0  | 37  | 10  | 100   |
| Russia          | 1994            | 1  | 1  | 0 | 0  | 25  | 0   | 100   |
| Samoa           | 2002            | 3  | 0  | 0 | 3  | 3   | 60  | 0     |
| Scozia          | 2006            | 1  | 0  | 0 | 1  | 17  | 32  | 0     |
| Spagna          | 2006            | 2  | 0  | 0 | 2  | 17  | 35  | 0     |
| Sudafrica       | 2006            | 2  | 1  | 0 | 1  | 46  | 25  | 50    |
| Stati Uniti     | 2010            | 2  | 0  | 0 | 2  | 7   | 98  | 0     |
| Svezia          | 1994            | 4  | 4  | 0 | 0  | 119 | 37  | 100   |
| Totale generale | Totale generale | 29 | 11 | 0 | 18 | 391 | 723 | 37,9  |